# Pestalotia heterocornis
Pestalotia heterocornis är en svampart som beskrevs av Guba 1961. Pestalotia heterocornis ingår i släktet Pestalotia och familjen Amphisphaeriaceae.   Inga underarter finns listade i Catalogue of Life.